# Solenobia santicensis
Solenobia santicensis är en fjärilsart som beskrevs av Leo Sieder 1957. Solenobia santicensis ingår i släktet Solenobia och familjen säckspinnare. Inga underarter finns listade i Catalogue of Life.